# Folch Endurance
Folch Endurance és un equip de motociclisme de Reus (Baix Camp) que habitualment disputa proves de resistència) amb motos Yamaha. És un dels equips habituals de les 24 hores Motociclistes de Catalunya, les quals ha guanyat en 11 ocasions els anys 1998, 1999, 2001, 2002, 2004, 2010, 2011, 2013, 2015, 2016 i 2017. Anteriorment disputà les 24 hores Motociclistes de Montjuïc, si bé mai va arribar a guanyar-les.
Folch Endurance va disputar per darrera vegada la marató el 2019. Després d'això, i en el context del Covid, una avançada malaltia de Josep Maria va impedir reprendre l'activitat esportiva a l'equip.
L'equip de resistència Folch va tornar a competir per última vegada en l'edició del 2024 en honor al seu fundador, Josep Maria Folch, que va morir l'any anterior.
Durant les dues últimes dècades, ha mantingut una llarga rivalitat amb Català Racing Team.

## Trajectòria a les 24 hores Motociclistes

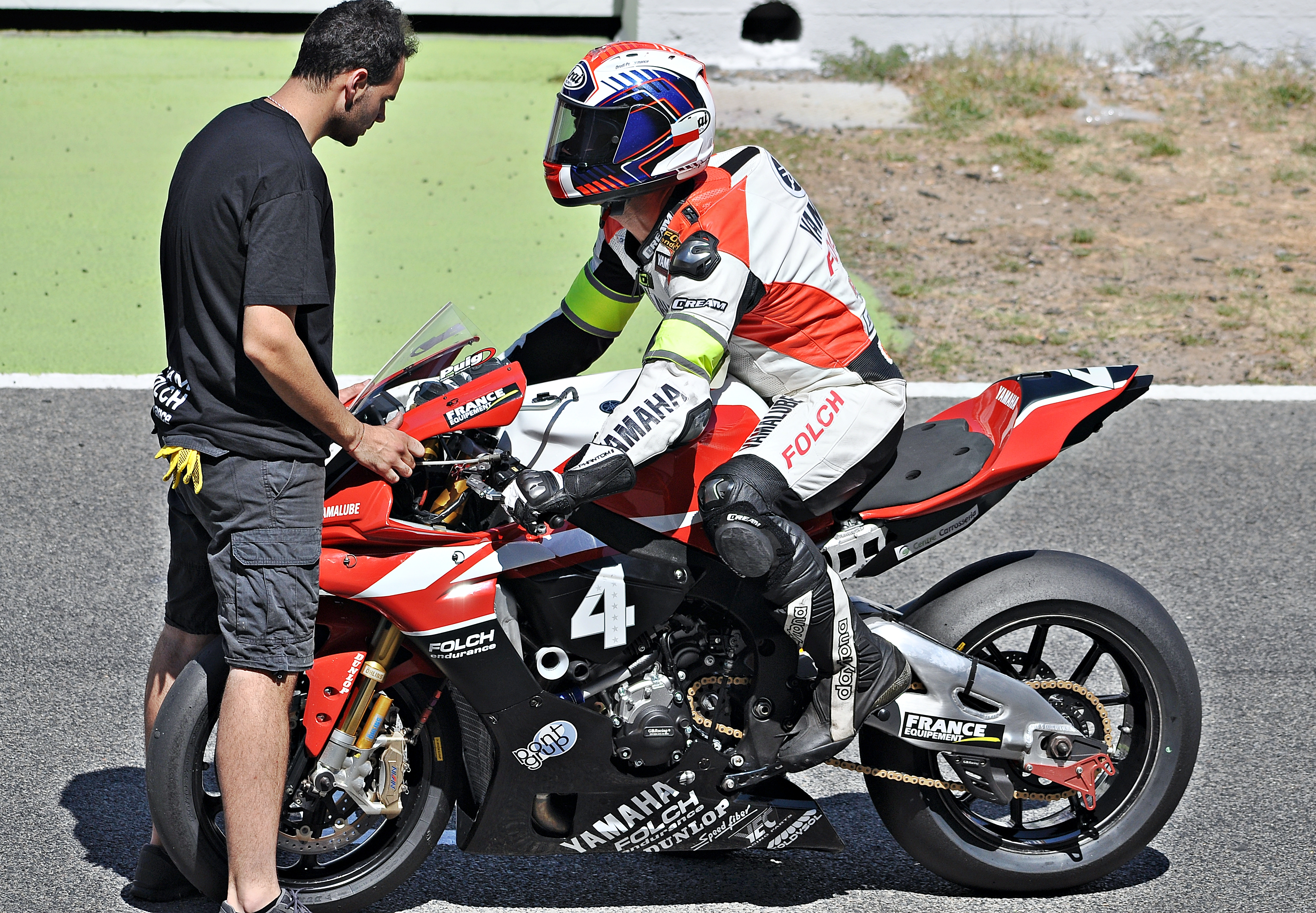
Pilot i membre de l'equip durant les 24 Hores de Catalunya del 2016

- 1983: 4t
- 1984: 3r
- 1985: 5é
- 1997: 4t
- 1998: 1r
- 1999: 1r
- 2000: 2n
- 2001: 1r
- 2002: 1r
- 2003: 2n
- 2004: 1r
- 2005: 2n
- 2006: 2n
- 2007: 2n
- 2008: abandonament
- 2009: 2n
- 2010: 1r
- 2011: 1r i 2n
- 2012: 2n
- 2013: 1r
- 2014: abandonament
- 2015: 1r i 3r
- 2016: 1r
- 2017: 1r
- 2018: abandonament
- 2019: abandonament
- 2024: 6é